# Pterophyllum scalare
Pterophyllum scalare, comunemente chiamato scalare o pesce angelo è un pesce tropicale d'acqua dolce appartenente alla famiglia Cichlidae.

## Distribuzione e habitat
Questo ciclide è diffuso nel bacino del Rio delle Amazzoni, nonché nei fiumi Ucayali, Solimões e Amapá (Brasile), il fiume Oyapock (Guiana francese) e nell Essequibo (Guyana).

Abita le acque calme (anche paludose) ricche di piante acquatiche (compresa la foresta inondata), sia limpide che torbide e fangose.

## Descrizione
Lo scalare è caratterizzato da un corpo alto, molto compresso ai fianchi. Il profilo dorsale è alto ma arrotondato, così come quello ventrale, più pronunciato. La pinna dorsale e quella anale sono molto alte, sorrette da lunghi raggi, che si riducono e diventano più sottili verso la parte terminale della pinna. Le pinne ventrali sono filiformi, formate da pochi raggi duri. La pinna caudale è a delta, molto ampia, con i raggi laterali allungati.

La livrea selvatica presenta un fondo argenteo (con dorso giallastro e ventre tendente al bianco) con quattro strisce verticali bruno-nere (sette nella livrea giovanile).

### Varietà
L'allevamento per mano dell'uomo ha portato a selezionare numerose varietà, le più diffuse dei quali presentano pinne molto sviluppate. Le livree oggi esistenti sono numerose.
| Nome            | Descrizione | Immagine |
| --------------- | --- | -------- |
| Wild            | Livrea originaria, 3 linee verticali brune, piccole screziature e riflessi metallici |          |
| Silver          | Simile alla forma selvatica, hanno corpo grigio argenteo: 3-5 linee nere verticali corrono verticalmente dal dorso al ventre. La prima attraversa l'occhio, l'ultima la radice della pinna caudale |          |
| Zebra           | Rispetto alla forma selvatica presentano più linee verticali brune, ravvicinate tra loro |          |
| White           | Presentano corpo bianco e pinne bianco trasparenti. Il dorso è giallastro. In foto White Pearlscale |          |
| Marble          | Presentano un colore di fondo bianco argenteo, testa e dorso giallo oro, e una marmorizzazione nera più o meno fitta su corpo e pinne |          |
| Gold Marble     | Presentano un corpo giallo oro tendente all'arancio, con macchie nere |          |
| Albino          | Presentano un corpo bianco o giallastro, a volte con disegni giallo chiari appena percettibili. Gli occhi sono rossi. In foto, Albino Pearlscale |          |
| Black           | Presentano un corpo nero velluto, a volte con disegni bruni appena percettibili |          |
| Koi             | Presentano un fondo bianco, screziato di arancione e nero, come le carpe koi |          |
| Leopard         | Presentano un fondo argenteo con riflessi metallici, e screziature brune e bronzee su corpo e pinne |          |
| Half Black      | Presentano un fondo argenteo con riflessi metallici: la parte finale del corpo, peduncolo caudale e coda compresi, sono girigio scuro, tendente al nero. Un esemplare ha maggior valore se la prima parte del corpo non presenta alcuna macchia scura, e la parte scura è tendente al nero velluto. In foto, Hal Black Veil |          |
| Veil            | Presente in tutte le varietà, possiedono pinne molto sviluppate, a velo, appunto. In foto, White Veil |          |
| Pearlscale      | Presente in tutte le varietà, possiedono scaglie dalla superficie irregolare, che riflettono la luce, dando al pesce un effetto madreperlaceo. In foto, White Pearlscale |          |
| Philippine Blue | Di recente selezione ad opera di allevatori delle Filippine, queste varietà presentano riflessi blu-verdi metallizzati su corpo e pinne. Il gene "Philippine Blue" è stato selezionato su White, Black, Albino, Silver e altre varietà, ottenendo esemplari molto interessanti. In foto, Philippine Blue Black              |          |

## Riproduzione

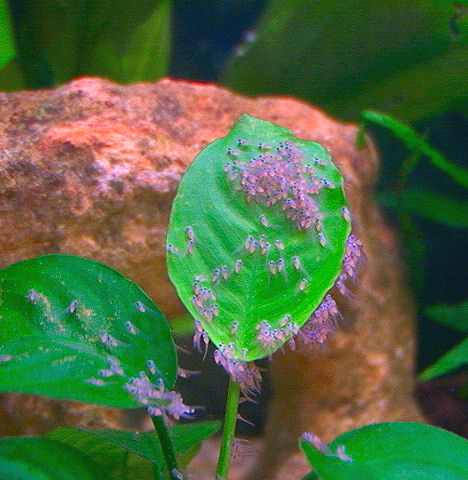
Avannotti di Scalare su una foglia di Anubias barteri

Lo Scalare forma coppie monogame che rimangono fedeli tutta la vita: se uno dei due dovesse morire, difficilmente, ma non impossibile, l'esemplare rimasto trova un altro compagno. Solo in casi rari può accadere che il maschio trovi una femmina pronta alla deposizione, nonostante già esista la coppia, e possa rompere questo legame per formare un nuovo nido con la nuova compagna.
Qualche giorno prima della deposizione, la coppia inizia a ripulire accuratamente la foglia di una pianta sulla quale verranno fatte aderire le uova. Durante la deposizione la femmina e il maschio passano a turno sulla superficie della foglia: la femmina depone le uova e il maschio la segue nei suoi passaggi rilasciando gli spermatozoi. A deposizione avvenuta, la coppia cura le uova e sorveglia il territorio finché queste non si schiudono. Le cure parentali consistono nella rimozione delle uova non fecondate e nell'ossigenazione, favorita dal ricambio dell'acqua che i genitori assicurano tramite rapidi e ripetuti movimenti a ventaglio delle pinne pettorali.
Una volta avvenuta la schiusa, i genitori continuano a curare gli avannotti per alcuni giorni, abbandonandoli poi al loro destino.

## Alimentazione
Ha dieta onnivora: si nutre di piccoli pesci (specialmente avannotti), vermi, insetti e vegetali.

## Acquariofilia
Lo scalare è sicuramente uno dei pesci d'acquario d'acqua dolce più conosciuto, che ha contribuito a rendere i ciclidi la famiglia più allevata.
Va allevato in gruppo a temperature tra 24 °C e i 30 °C. Quando si forma una coppia, questa va isolata in un altro acquario per la riproduzione e l'accudimento della prole. Dato che cresce fino a 15 cm di lunghezza e 20 cm d'altezza (e avendo un nuoto statico) si consiglia un acquario alto e lungo di dimensioni 100x60x60 (360 litri) per 5-6 esemplari.
| Origine            | Sudamerica           | Acqua            | dolce      |
| Durezza dell'acqua | da 5 a 12 °GH        | pH               | da 6 a 7,5 |
| Temperatura        | da 26 a 28 °C        | Volume min.      | 60 l       |
| Alimentazione      | onnivoro             | Taglia da adulto | 20 cm      |
| Riproduzione       | oviparità            | Zone occupate    |            |
| Socialità          | Coppia, territoriale | Difficoltà       | Media      |